# Naturální škola

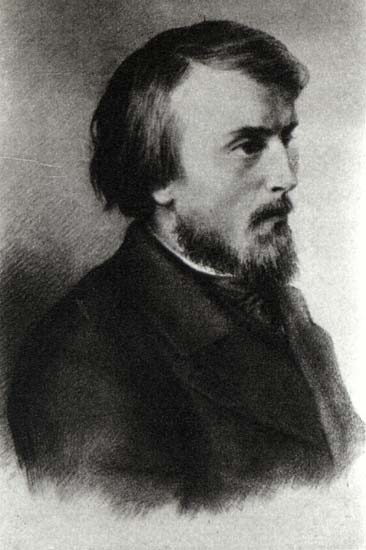
V. G. Bělinskij

Naturální škola (rusky натуральная школа, česky také přirozená škola) je název pro skupinu ruských spisovatelů (především prozaiků) ze 40. let 19. století, soustředěných nejprve kolem časopisu Vlastenecké zápisky (Отечественные записки) a později kolem časopisu Současník (Современник). Autorem původně pejorativního označení byl prozaik a novinář Fadděj Věnědiktovič Bulgarin, který odmítal práce mladých následovníků Nikolaje Vasiljeviče Gogola. Teoretik školy, literární kritik Vissarion Grigorjevič Bělinskij, však název přijal a dokázal ho proměnit na generační program. Zdůraznil nutnost přirozené (naturální) školy jako základního směru ruské literatury, položil důraz na demokratizaci její tematiky a na její úkol popisovat realitu a kriticky analyzovat současnost.

## Představitelé naturální školy

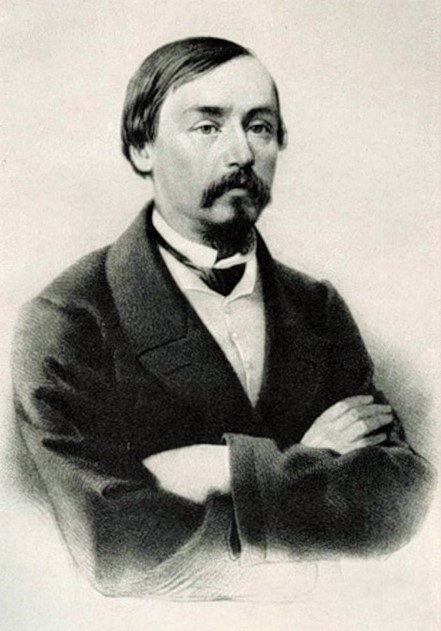
N. A. Někrasov

Část autorů, hlásících se k naturání škole, debutovala již dříve a sblížení s touto školou jen převedlo jejich dílo do další fáze (Ivan Ivanovič Panajev, Alexandr Ivanovič Gercen, Vladimir Alexandrovič Sollogub), další jsou s ní spojeni začátkem své literární dráhy a postupně její rámec přerostli (Dmitrij Vasiljevič Grigorovič, Alexandr Nikolajevič Ostrovskij, Fjodor Michajlovič Dostojevskij, Ivan Sergejevič Turgeněv, Ivan Alexandrovič Gončarov, Lev Nikolajevič Tolstoj). Nejdéle se jejími zásadami řídil Nikolaj Alexejevič Někrasov a Michail Jevgrafovič Saltykov-Ščedrin.

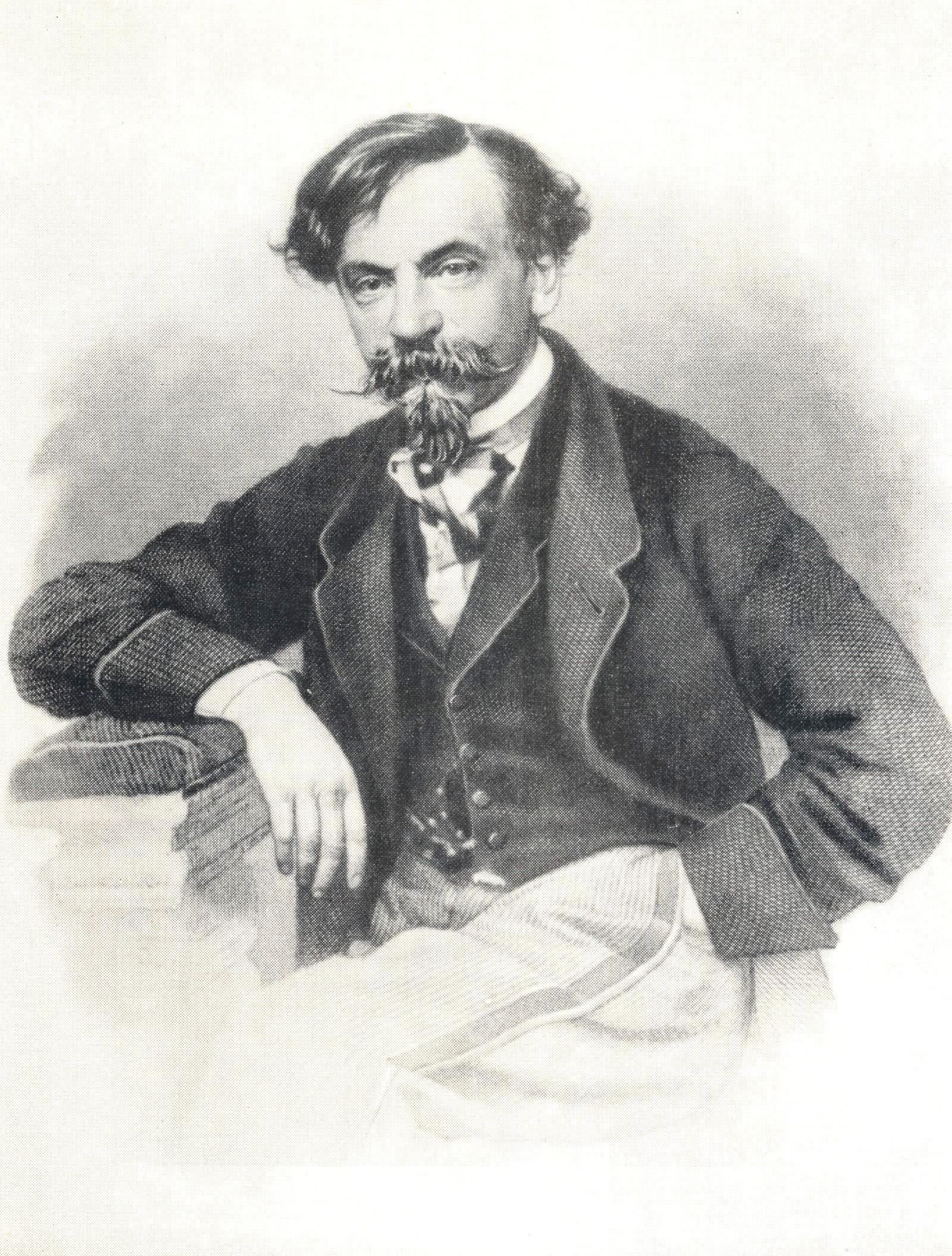
I. I. Panajev
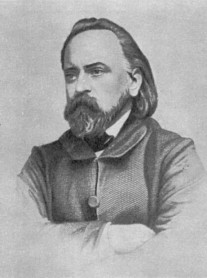
A. I. Gercen
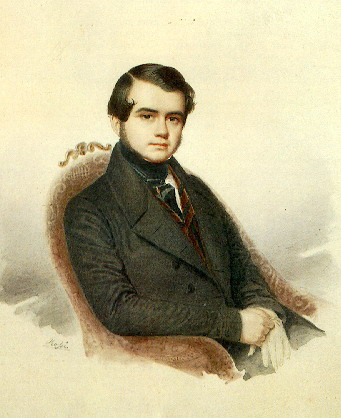
V. A. Sollogub
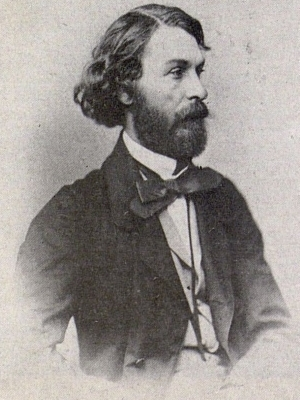
D. V. Grigorovič
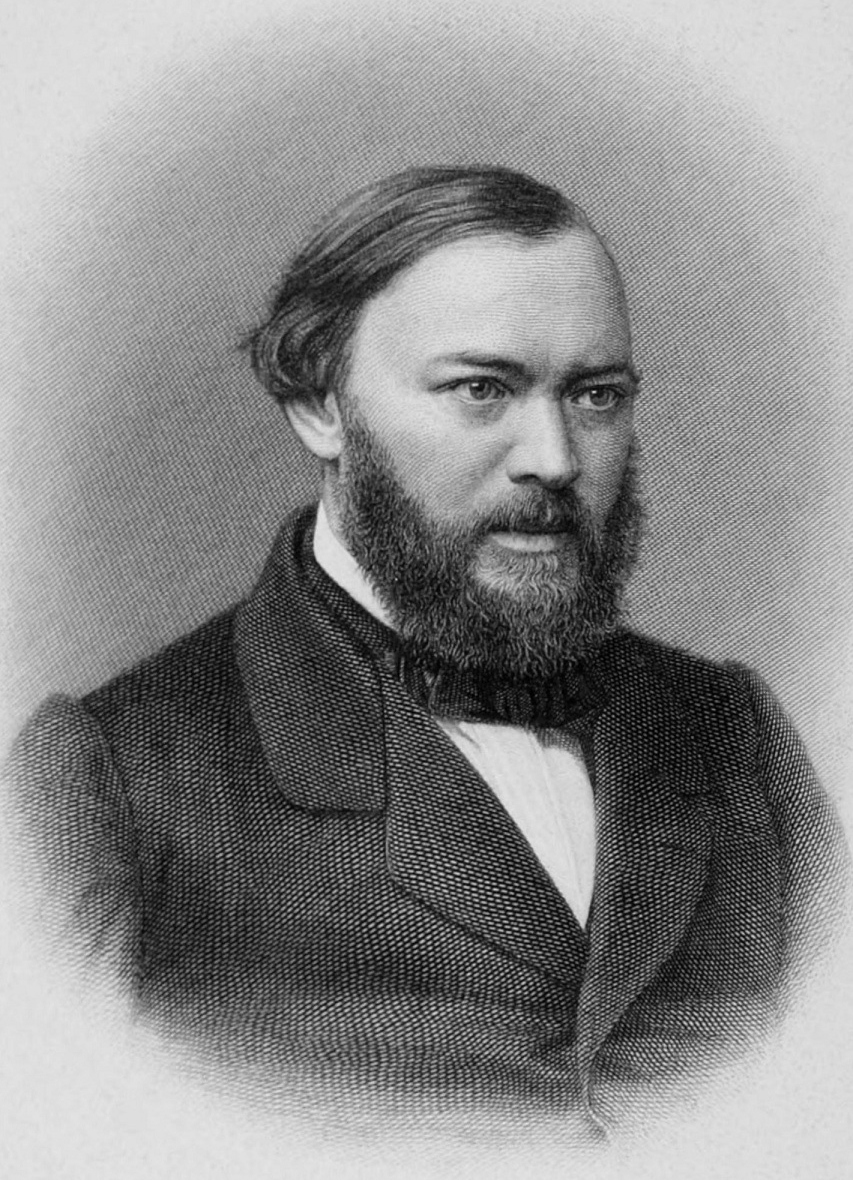
A. N. Ostrovskij
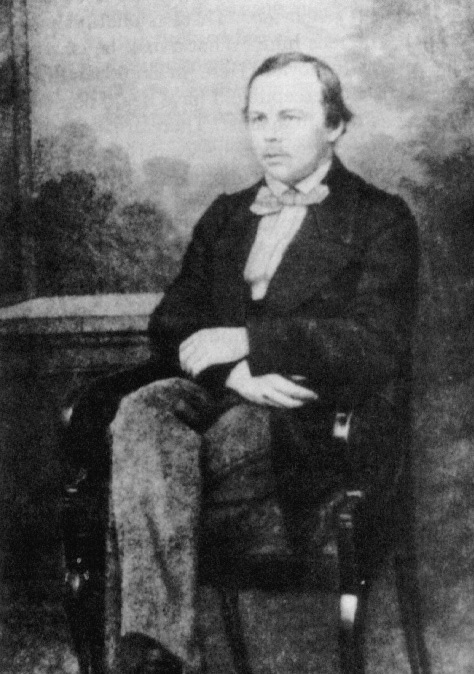
F. M. Dostojevskij
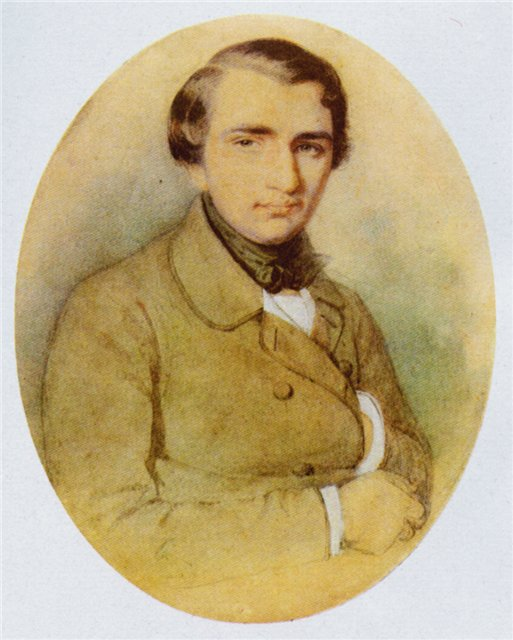
I. S. Turgeněv
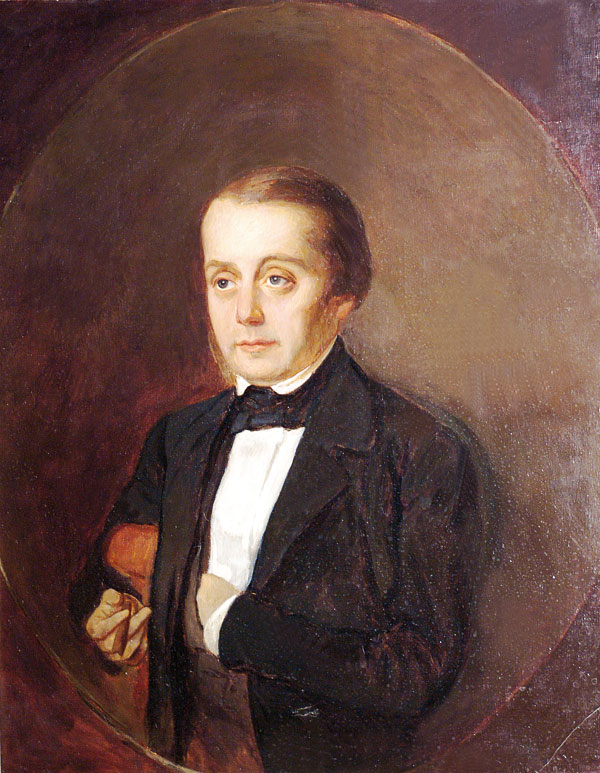
I. A. Gončarov
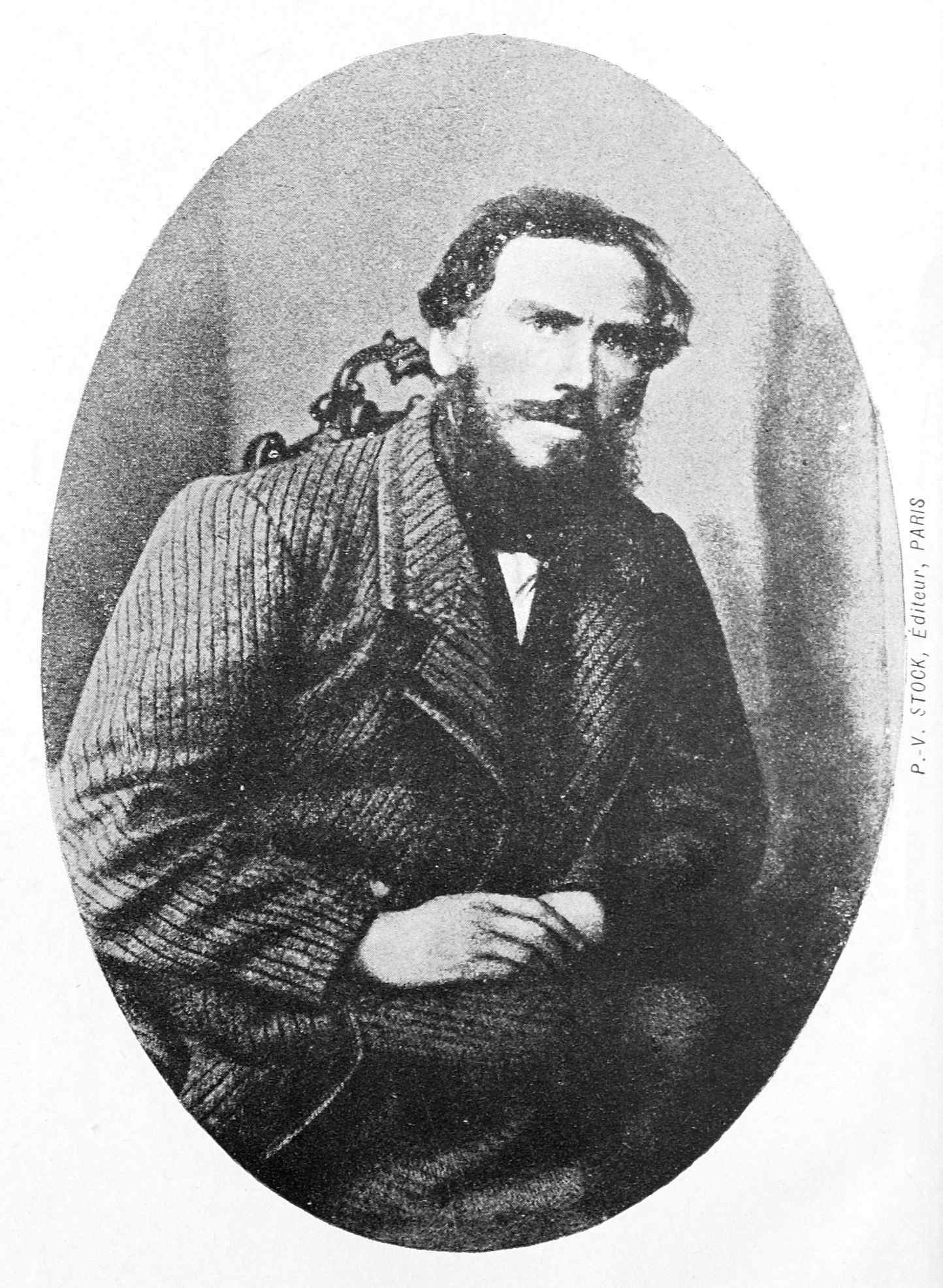
L. N. Tolstoj
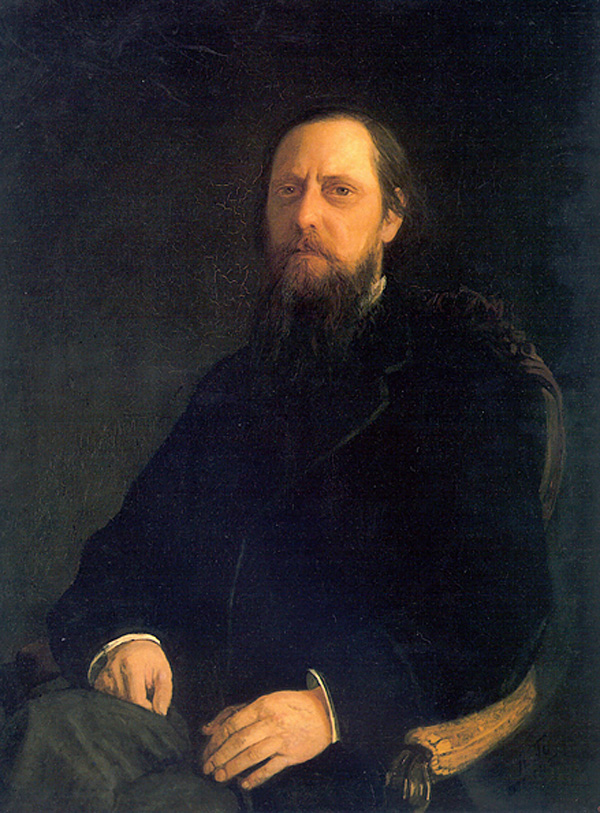
M. J. Saltykov-Ščedrin

## Poetika naturální školy
Spisovatelé, hlásící se k této škole, prezentovali své názory v originálních manifestech a almanaších, které redigoval Nikolaj Alexejevič Někrasov – například Fyziologie Petrohradu (1845, Физиология Петербурга) nebo Petrohradský sborník (1846,  Петербургский сборник). Dominantním žánrem naturální školy byla tzv. fyziologická črta (физиологический очерк), převzatá z francouzské literatury a aplikovaná na problémy velkoměsta a na odvrácenou stránku jeho života, na sociální a psychický útlak prostých lidí, na spodinu společnosti a na odlidštění společenských poměrů (podobně jako pozdější naturalismus). Jde o útvar osvobozený od tradiční syžetové stavby a zobrazující různé sociální typy, nebo specificky městské jevy. Dále byla pěstována sociální povídka a psychologická novela.
Sentimentální realismus a mravoličně kritická složka děl autorů naturální školy byla v 50. letech zobecněna v hnutí kritického realismu a na její poetice vyrostl ruský román tzv. zlatého věku ruské literatury druhé poloviny 19. století, který ovlivnil světový literární vývoj.